# Катибат Ярмук
Катибат Ярмук (араб. كتيبات اليرموك‎) — батальон чеченских исламистов, воевавший на стороне ИГ на территории Сирии во время гражданской войны в результате суннитского восстания. По-видимому, назван в честь битвы при Ярмуке в 7 веке.

## История
Батальон ИГ «Катибат Ярмук» был создан в конце 2013 года и возглавлен чеченским боевиком Ахмедом Чатаевым (Ахмад Шишани) в период активной фазы гражданской войны в Сирии и состоял в основном из чеченцев. Есть информация, что Чатаев руководил еще одним подразделением ИГ — «Катибат Бадр», однако, по утверждению боевиков, в том числе таких известных лидеров ИГ, как Абу Джихад, который был правой рукой Абу Умара аш-Шишани, Чатаев возглавлял батальон «Катибат Ярмук». По всей видимости, батальон «Бадр» возглавлял другой боевик под тем же псевдонимом «Ахмад Шишани».
Ярмук базировался в Манбидже вместе с другим чеченским подразделением ИГ «Катибат Аль-Акса». Участвовал в боевых действиях в составе ИГ в Кобани, где было убито до 200 боевиков Ярмук, а также в других сражениях. Всего же, по данным источников, в результате авиаударов международной коалиции во главе с США формирование понесло значительные потери в районе 400 боевиков, которые являлись чеченцами.

## Амиры
- Ахмад Шишани[9][10][11].